# Picumnus steindachneri
Picumnus steindachneri е вид птица от семейство Picidae. Видът е застрашен от изчезване.

## Разпространение
Видът е разпространен в Перу.